# Riksdagsvalet i Sverige 2002
Riksdagsvalet i Sverige 2002 till Sveriges riksdag hölls den 15 september 2002.

## Valkampanjen

### Valstugereportaget
Den 10 september sände TV-programmet Uppdrag granskning ett reportage, Valstugereportaget, där journalisten Jan Josefsson med dold kamera hade låtit intervjua kommunpolitiker i valstugor runtom i landet där dessa uttryckte sig rasistiskt, i strid med partiernas egna valprogram. Gensvaret efter att reportaget sändes blev mycket stort och omfattande kritik från allmänheten riktades mot företrädare för en rad olika riksdagspartier. En del kritiker menar till och med att detta reportage avgjorde valet 2002. Enligt mätningar hade reportaget 1 075 000 tittare och mediedrevet upplyste ännu flera. Hur pass stor inverkan reportagets konsekvenser hade på enskilda partier är svårt att avgöra, även bland Socialdemokraterna avslöjades en person men partiet gjorde ändå ett bra val. Moderaterna var dock överrepresenterade bland de politiker som uttryckte sig rasistiskt.

### Moderaternas löfte om sänkta skatter
Moderaterna hade som vallöfte att sänka skatterna med 130 miljarder kronor under två mandatperioder. Enligt bedömare gynnades inte partiet av löftet på grund av den retorik som Moderaterna förde ut budskapet med i sin valkampanj. Stora delar av väljarkåren kom däremot att acceptera ännu större skattesänkningar efter lanseringen av "Nya Moderaterna".

### Folkpartiets språktest
Folkpartiet krävde i sin valkampanj att personer som ville bli svenska medborgare skulle gå igenom ett språktest. När partiet tog upp detta i valkampanjen i början av augusti fick partiet kritik för att det därigenom "fiskade i grumligt vatten". Folkpartiledaren Lars Leijonborg besvarade kritiken med att den som är rasist och röstar på Folkpartiet måste vara "dum i huvudet". Folkpartiet hade ett dåligt utgångsläge, 4,9 procent i SIFO i juli, men kunde i valet nästan tredubbla stödet i valmanskåren.

## Slutresultat- 27 september 2002
|                      |                                     |                                       |                     |        |        |                  |                  |
| Parti                | Parti                               | Partiledare                           | Röster              | Röster | Röster | Mandatfördelning | Mandatfördelning |
| Parti                | Parti                               | Partiledare                           | Antal               | %      | +− %   | Antal            | +−               |
|                      | Socialdemokraterna                  | Göran Persson                         | 2 113 560           | 39,85  | +3,46  | 144              | +13              |
|                      | Moderata samlingspartiet            | Bo Lundgren                           | 809 041             | 15,25  | −7,65  | 55               | −27              |
|                      | Folkpartiet liberalerna             | Lars Leijonborg                       | 710 312             | 13,39  | +8,67  | 48               | +31              |
|                      | Kristdemokraterna                   | Alf Svensson                          | 485 235             | 9,14   | −2,63  | 33               | −9               |
|                      | Vänsterpartiet                      | Gudrun Schyman                        | 444 854             | 8,38   | −3,61  | 30               | −13              |
|                      | Centerpartiet                       | Maud Olofsson                         | 328 428             | 6,19   | +1,06  | 22               | +4               |
|                      | Miljöpartiet de Gröna               | Maria Wetterstrand och Peter Eriksson | 246 392             | 4,64   | +0,15  | 17               | +1               |
|                      | Sverigedemokraterna                 | Mikael Jansson                        | 76 300              | 1,44   | +1,07  | —                | —                |
|                      | Sveriges Pensionärers Intresseparti | Kerstin Koistinen                     | 37 573              | 0,71   | -0,29  | —                | —                |
|                      | Norrbottenspartiet                  | Lars Törnman                          | 14 854              | 0,28   | +0,28  | —                | —                |
|                      | Ny Framtid                          | Sune Lyxell                           | 9 337               | 0,18   | +0,01  | —                | —                |
|                      | Nationaldemokraterna                | Anders Steen                          | 9 248               | 0,17   | +0,08  | —                | —                |
|                      | Skånepartiet                        | Carl P Herslow                        | 4 564               | 0,09   | ?      | —                | —                |
|                      | Socialistiska partiet               | Göte Kildén                           | 3 213               | 0,06   | +0,03  | —                | —                |
|                      | Ny demokrati                        | Lars Einar Holm                       | 2 207               | 0,04   | −0,12  | —                | —                |
|                      | Rättvisepartiet Socialisterna       | Per-Åke Westerlund                    | 1 519               | 0,03   | −0,03  | —                | —                |
|                      | Kommunisterna                       | Rolf Hagel                            | 1 182               | 0,02   | −0,02  | —                | —                |
|                      | Övriga partier                      | —                                     | 5 393               | 0,10   | —      | —                | —                |
|                      | Röd-gröna blocket (s, v, mp)        | –                                     | 2 804 806           | 52,87  | +-0    | 191              | +1               |
|                      | Borgerliga blocket (m, fp, kd, c)   | –                                     | 2 333 016           | 43,97  | -0,55  | 158              | -1               |
| Antal giltiga röster | Antal giltiga röster                | Antal giltiga röster                  | 5 303 212           | 100,00 |        | 349              |                  |
| Ogiltiga röster      | Ogiltiga röster                     | Ogiltiga röster                       | 82 218              |        |        |                  |                  |
| Totalt               | Totalt                              | Totalt                                | 5 385 430 (80,11 %) |        |        |                  |                  |

Antalet röstberättigade var 6 722 152 personer och antalet röstande var 5 385 430 personer vilket ger ett valdeltagande på 80,11, en nedgång med 1,28 procentenheter jämfört med föregående riksdagsval.
Källa: Valmyndighetens slutresultat samt Valmyndighetens tillägg

## Opinionsundersökningar
| Val/valundersökning         | Vänsterpartiet | Socialdemokraterna | Miljöpartiet | Centerpartiet | Folkpartiet | Kristdemokraterna | Moderaterna | Övriga |
| --------------------------- | -------------- | ------------------ | ------------ | ------------- | ----------- | ----------------- | ----------- | ------ |
| Valet 15 september 2002.    | 8,4            | 39,8               | 4,6          | 6,2           | 13,4        | 9,1               | 15,2        | 3,3    |
| 11 september 2002. (Ruab)   | 8,9            | 39,5               | 4,2          | 5,9           | 14,3        | 8,3               | 17,1        | 1,8    |
| 2 september 2002. (Ruab)    | 10,5           | 38,3               | 3,7          | 5,7           | 10,8        | 8,9               | 19,9        | 2,2    |
| 26 augusti 2002. (Skop)     | 9,2            | 41,6               | 3,4          | 5,2           | 8,4         | 8,8               | 21,5        | 1,9    |
| 29 maj 2002. (Temo)         | 9,3            | 39,8               | 4,3          | 6,2           | 5,0         | 9,2               | 24,0        | 2,1    |
| 14 november 2001. (Ruab)    | 11,2           | 38,5               | 3,6          | 5,8           | 5,9         | 7,0               | 26,7        | 1,3    |
| 2 mars 2001. (Gallup)       | 15,5           | 34,8               | 5,2          | 4,7           | 4,3         | 10,7              | 23,2        | 1,6    |
| 6 december 2000. (Demoskop) | 16,8           | 32,0               | 5,3          | 4,2           | 6,5         | 11,5              | 23,4        | 0,30   |
| 26 juni 2000. (Temo)        | 16,4           | 31,2               | 5,0          | 5,0           | 5,6         | 11,6              | 23,6        | 1,6    |
| Juni 1999. (Temo)           | 15,0           | 32,0               | 6,5          | 5,0           | 5,0         | 11,0              | 23,5        | 2,0    |
| Valet 20 september 1998.    | 12,0           | 36,4               | 4,5          | 5,1           | 4,7         | 11,7              | 22,9        | 2,7    |

Källa: 
År 2000 hade moderaterna ungefär 23 procent. Vänsterpartiet hade 16 % och partiet siktade på 20 % nivå, givetvis på bekostnad av Socialdemokraterna. Socialdemokraternas problem var att deras väljare lockades av Vänsterpartiets politik och Socialdemokraterna fick ungefär 32 % i opinionsundersökningar år 2000.
Kristdemokraterna hade år 2000 samma stöd som de fick i valet 1998: 11,7 %. Miljöpartiet, Centerpartiet och Folkpartiet hade alla runt 5 % år 2000.
Under våren 2001 vänder det för Socialdemokraterna. Regeringens budgetpolitik får positiva resultat, reallönerna stiger och räntorna sjunker. Socialdemokraterna växer fram i storstäderna och Stockholm. Socialdemokraternas tidigare problem med väljarflykten till Vänsterpartiet avtar och opinionssiffrorna för Socialdemokraterna stiger. Kristdemokraterna tappar och landar på 10 %.
Knappt en månad efter 11 september attackerna i USA så går Vänsterpartiet tillbaka efter flera skandaler och Socialdemokraterna tar över och växer i storstäderna.
Den 16 februari 2002 ville endast 12 % av de tillfrågade i en undersökning se Bo Lundgren som statsminister medan 88 procent vände honom ryggen.
I SCB:s partisympatiundersökning december 2001 får Socialdemokraterna 39,9 %. KD får 9,6 % och Moderaterna står still på 23 %. Men under sommaren 2002 sker en kraftig omfördelningen i opinionen och Folkpartiet gör succé och går från 5 % till 13 % på bekostnad av Moderaterna.
Moderaterna gjorde ett katastrofval och Folkpartiet ett kanonval. Socialdemokraterna gör ett bra val medan Vänsterpartiet backar.

## SVT VALU den 15 september 2002
Så röstade de 8 936 tillfrågade med sina poströster och människor i 80 vallokaler.
Vallokalsundersökningen fick en fullträff på Moderaterna: 15,2 procent (Som blev verkligt valresultat för Moderaterna). Undersökningen uppmärksammade även Folkpartiets snabba framryckning men lyckades inte riktigt fånga upp den tillbakaströmningen som gått från vänsterpartiet tillbaka till Socialdemokraterna, Vänsterpartiets tillbakagång och Socialdemokraternas framgångar.
| Parti | Parti                             | Partiledare                           | Röster | Röster | Röster | Mandatfördelning | Mandatfördelning |
| Parti | Parti                             | Partiledare                           | Antal  | %      | +− %   | Antal            | +−               |
| ----- | --------------------------------- | ------------------------------------- | ------ | ------ | ------ | ---------------- | ---------------- |
|       | Socialdemokraterna                | Göran Persson                         | 3333   | 37,29  | +0,90  | 135              | +4               |
|       | Moderata samlingspartiet          | Bo Lundgren                           | 1358   | 15,19  | −7,71  | 55               | −27              |
|       | Folkpartiet liberalerna           | Lars Leijonborg                       | 1162   | 13,00  | +8,28  | 47               | +30              |
|       | Vänsterpartiet                    | Gudrun Schyman                        | 893    | 9,99   | −2,00  | 36               | −7               |
|       | Kristdemokraterna                 | Alf Svensson                          | 831    | 9,29   | −2,48  | 34               | −8               |
|       | Centerpartiet                     | Maud Olofsson                         | 608    | 6,80   | +1,67  | 24               | +6               |
|       | Miljöpartiet de Gröna             | Maria Wetterstrand och Peter Eriksson | 456    | 5,10   | +0,61  | 18               | +2               |
|       | Övriga partier                    |                                       | 295    | 3,30   |        |                  |                  |
|       | Röd-gröna blocket (s, v, mp)      | –                                     | 4682   | 52,38  |        | 189              |                  |
|       | Borgerliga blocket (m, fp, kd, c) | –                                     | 3959   | 44,28  |        | 160              |                  |

Partiernas valaffischer:
| Parti                   | Valaffisch                                                                        |
| ----------------------- | --------------------------------------------------------------------------------- |
| Socialdemokraterna      | Starkare tillsammans                                                              |
| Vänsterpartiet          | Vill du minska klyftan?                                                           |
| Miljöpartiet de Gröna   | Två miljöproblem: Växthuseffekten och ett kallare samhälle                        |
| Miljöpartiet de Gröna   | Äh, lite vapenexport har väl ingen dött av                                        |
| Moderaterna             | Rösta på din lärare. Med vår regering blir det mer kunskap i skolan               |
| Folkpartiet liberalerna | Ja - gamla ska ha vård i tid                                                      |
| Kristdemokraterna       | Är det rätt att en människa tvingas lämna sitt hem på grund av fastighetsskatten? |
| Kristdemokraterna       | Är det rätt att små barn har mer än 8 timmars arbetsdag?                          |
| Kristdemokraterna       | Är det rätt med en skola som lär allt om världen men inte hur man lever i den?    |

## Valnatt resultat 5976 av 5976 valdistrikt
Detta var det första valresultat och presenterades under valvakan 2002.
| Parti                | Parti                             | Partiledare                           | Röster             | Röster | Röster | Mandatfördelning | Mandatfördelning |
| Parti                | Parti                             | Partiledare                           | Antal              | %      | +− %   | Antal            | +−               |
| -------------------- | --------------------------------- | ------------------------------------- | ------------------ | ------ | ------ | ---------------- | ---------------- |
|                      | Socialdemokraterna                | Göran Persson                         | 2 091 499          | 39,98  | +3,59  | 144              | +13              |
|                      | Moderata samlingspartiet          | Bo Lundgren                           | 791 660            | 15,13  | −7,77  | 55               | −27              |
|                      | Folkpartiet liberalerna           | Lars Leijonborg                       | 698 969            | 13,36  | +8,64  | 48               | +31              |
|                      | Kristdemokraterna                 | Alf Svensson                          | 478 415            | 9,14   | −2,63  | 33               | −9               |
|                      | Vänsterpartiet                    | Gudrun Schyman                        | 437 215            | 8,35   | −3,64  | 30               | −13              |
|                      | Centerpartiet                     | Maud Olofsson                         | 325 393            | 6,22   | +1,09  | 22               | +4               |
|                      | Miljöpartiet de Gröna             | Maria Wetterstrand och Peter Eriksson | 240 225            | 4,59   | +0,1   | 17               | +1               |
|                      | Norrbottenspartiet                | Lars Törnman                          | 13 880             | 0,28   | +0,28  | —                | —                |
|                      | Övriga partier                    | —                                     | 154 020            | 2,94   | —      | —                | —                |
|                      | Röd-gröna blocket (s, v, mp)      | –                                     | 2 768 939          | 52,92  | +0,05  | 191              | +1               |
|                      | Borgerliga blocket (m, fp, kd, c) | –                                     | 2 294 437          | 43,85  | -0,67  | 158              | -1               |
| Antal giltiga röster | Antal giltiga röster              | Antal giltiga röster                  | 5 231 276          | 100,00 |        | 349              |                  |
| Ogiltiga röster      | Ogiltiga röster                   | Ogiltiga röster                       | 82 078             |        |        |                  |                  |
| Totalt               | Totalt                            | Totalt                                | 5 313 354 (79,0 %) |        |        |                  |                  |

Antalet röstberättigade var 6 722 152 personer och antalet röstande var 5 313 354 personer vilket ger ett valdeltagande på 79,0, en nedgång med 1,3 procentenheter jämfört med föregående riksdagsval.
Källa: Valmyndighetens vallnattsresultat
Under valnatten redovisades Svt Miljöpartiet som ett eget block och inte en del av de rödgröna.

## Mandatfördelning mellan blocken
De tre samarbetspartierna inom det röd-gröna blocket (S, V och Mp) fick tillsammans 191 mandat medan de fyra borgerliga partierna fick 158 mandat.

## Regeringsbildning
Omedelbart efter riksdagsvalet inledde Folkpartiet regeringssamtal med Miljöpartiet, Centerpartiet och Kristdemokraterna. Enligt planerna skulle dessa partier bilda en mittenregering med passivt stöd av Moderaterna. Parallellt med dessa samtal förhandlade Miljöpartiet med Socialdemokraterna om ett samarbete i samma stil som under förra mandatperioden. Den 27 september 2002 meddelade Centerpartiets Maud Olofsson att centern hoppade av koalitionssamtalen, och den 1 oktober gjorde den Socialdemokratiska Perssonregeringen upp med Miljöpartiet och Vänsterpartiet om ett politiskt samarbete den kommande mandatperioden. Regeringen kunde därmed sitta kvar.
Efter valet pågick en debatt startad av professor Leif Lewin som ansåg att Regeringen med automatik skulle avgå efter riksdagsval.